# Ferdinand Auth
Ferdinand Auth (* 26. August 1914 in Niederkalbach; † 27. Dezember 1995 ebenda) war ein hessischer Politiker (SPD) und ehemaliger Abgeordneter des Hessischen Landtags.

## Ausbildung und Beruf
Ferdinand Auth besuchte nach der Volksschule und einer Maurerlehre die Staatsbauschule und wurde Maurermeister. 1936 bestand er sein Staatsexamen als Hochbauingenieur. Zwischen 1936 und 1945 leistete er Kriegsdienst und wurde im Krieg verwundet.
Nach dem Krieg arbeitete er seit 1946 als technischer Angestellter bei der Hessischen Staatsbauverwaltung. 1954 bis 1960 war er Vorsitzender des Betriebsräteausschusses der hessischen Staatsbauverwaltung. 1960 bis 1962 gehörte er dem Hauptpersonalrat beim Hessischen Finanzministerium an.

## Politik
Ferdinand Auth war seit 1929 Mitglied der SPD und dort in verschiedenen Vorständen tätig. So war er 1958 bis 1969 Vorsitzender des SPD-Unterbezirks Fulda und seit 1969 Mitglied des SPD-Bezirksvorstandes Hessen-Nord.
Kommunalpolitisch war er von 1946 bis 1952 als Gemeindevertreter in Niederkalbach und dort von 1952 bis 1972 als ehrenamtlicher Bürgermeister bzw. nach 1972 als Ortsvorsteher tätig. von 1952 bis 1968 war er Kreisbeigeordneter des Kreises Fulda und ab 1968 Mitglied des Kreistags, wo er Vorsitzender der SPD-Fraktion war.
In der Zeit vom 1. Dezember 1962 bis 30. November 1974 war er Mitglied des Hessischen Landtags. 1963 verzichtete er darauf, als Nachrücker in den Bundestag einzuziehen.
Sein Onkel Joseph Auth (1887–1961) war ebenfalls in der SPD tätig und von 1947 bis 1948 Stadtverordnetenvorsteher in Frankfurt am Main.

## Ehrungen
- 1973: Verdienstkreuz 1. Klasse der Bundesrepublik Deutschland[1]